# Acqua Fiuggi
Acqua Fiuggi è un'acqua minerale naturale italiana prodotta a Fiuggi, in provincia di Frosinone. Le acque di Fiuggi nascono nel cuore dei Monti Ernici e sgorgano a una temperatura di 12,4 °C da due fonti distinte: la Fonte Bonifacio VIII, situata nel centro storico della cittadina, e la Fonte Anticolana, immersa nel verde a pochi chilometri di distanza. L’acqua è classificata come oligominerale ed è tradizionalmente utilizzata per favorire l’eliminazione dell’acido urico e la prevenzione della calcolosi renale.

## Storia
Acqua Fiuggi è conosciuta fin dal Medioevo per le sue proprietà depurative. Le prime testimonianze scritte risalgono al XIII secolo, quando la sorgente era già meta di pellegrinaggi e cure termali. La fama dell’acqua crebbe nei secoli, anche grazie al racconto secondo cui Papa Bonifacio VIII ne avrebbe tratto beneficio per la cura di una forma di calcolosi.
Una testimonianza storica molto famosa è la lettera del 1549 scritta da Michelangelo Buonarroti, anch'egli sofferente di calcoli renali. Nella lettera Michelangelo racconta di aver bevuto per circa due mesi l'acqua di Fiuggi, da lui definita "l'acqua che rompe la pietra", ottenendo un significativo miglioramento della sua condizione.
Nel corso dei secoli, l'acqua Fiuggi è stata utilizzata da numerosi personaggi illustri, tra cui Papa Pio X, Giovanni Giolitti, Benedetto Croce e Alcide De Gasperi, tutti testimoni dei benefici terapeutici di questa acqua. 
La consacrazione ufficiale delle proprietà terapeutiche dell'acqua Fiuggi nella storia della medicina risale al 1696, quando Giorgio Bavigli, professore di Anatomia e Chirurgia all'Università della Sapienza, ne evidenziò l'efficacia nel trattamento dei calcoli renali e nella purificazione del sangue. 
Nel corso del Novecento, Fiuggi si affermò come stazione termale di prestigio internazionale, frequentata da aristocratici, politici e celebrità, mentre l'acqua veniva imbottigliata e distribuita sempre più ampiamente in Italia e all’estero.
Nel 2024, Acqua Fiuggi ha avviato una nuova fase della sua storia grazie all’ingresso di LMDV Capital, il family office di Leonardo Maria Del Vecchio, che ha acquisito il 72,5% dell’azienda. Il rebranding del marchio ha portato al lancio di una nuova identità visiva, con logo, packaging e una comunicazione che riposiziona il marchio nel mondo del benessere contemporaneo, mantenendo un forte legame con la sua eredità storica. 

## Proprietà
Dati aggiornati al 5 giugno 2007:
- Temperatura acqua sorgente: 12,4 °C
- Conducibilità elettrica specifica a 20 °C: 158,2 µS/cm
- Residuo secco a 180 °C: 123 mg/l
- pH dell'acqua di fonte: 7,63
- Concentrazione osmotica: 3,06 mmol/l